# Francouzský buldoček
Francouzský buldoček (francouzsky: Bouledogue, anglicky: French Bulldog) je společenské francouzské psí plemeno malého vzrůstu. Plemeno je uznáno Mezinárodní kynologickou federací, která jej řadí do skupiny společenských plemen. V Česku existuje spolek chovatelů tohoto a příbuzných plemen Frbul, který své kořeny datuje od roku 2008.

## Historie

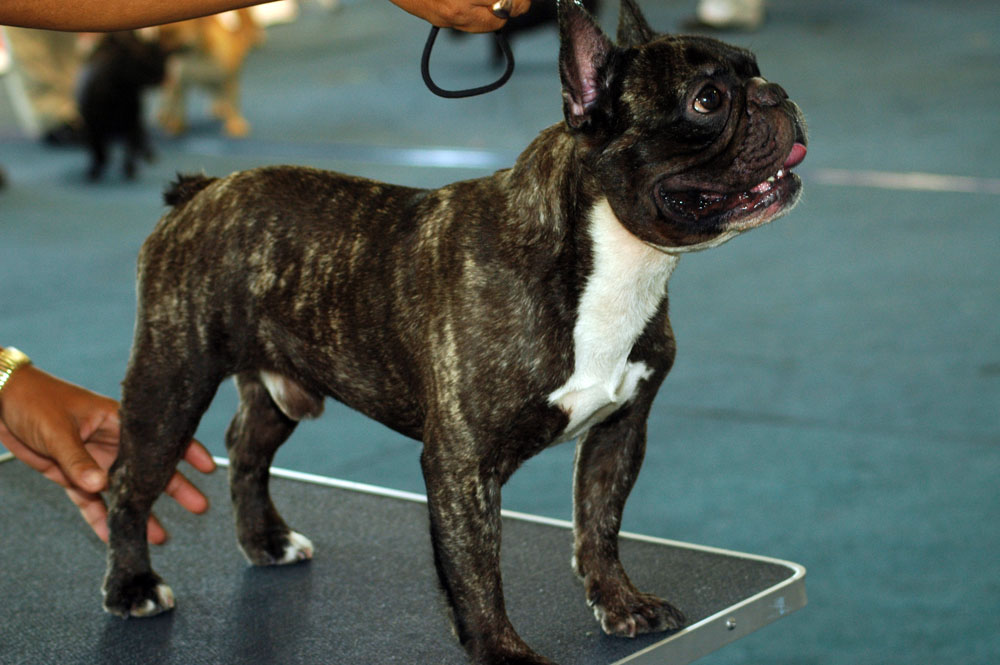
Dospělý francouzský buldoček žíhaného zbarvení

Francouzský buldoček patří mezi tzv. dogovité psy, jejichž původ je odvozován od tibetské dogy. Dogovití psi (molossové) byli v historii využíváni jako psi váleční, pomáhali lovit nebezpečnou zvěř a samozřejmě hlídali svého pána a jeho majetek. Z této prastaré skupiny byly vyšlechtěny linie psů menšího vzrůstu, vhodné pro kdysi populární kratochvíli – zápasy psů s býky a psí zápasy. Díky úspěchům v býčí aréně se malým dogám začalo říkat „býčí psi“ – bulldogs – buldoci (Výraz bulldog se objevuje kolem roku 1630).

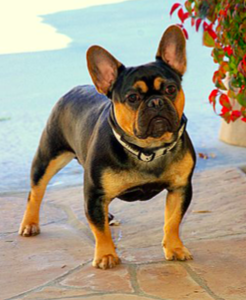
Francouzský buldoček se zbarvením black and tan (neuznávaná barva)

V roce 1835 došlo k zákazu zvířecích zápasů. Buldoci tím ale rozhodně nezanikli. Chovatelé se ale rozdělili na dva tábory. Jedni se rozhodli zachovat pracovní vlastnosti svých psů, a křížením s teriéry vznikla plemena dnes nesprávně označovaná jako „bojová“ – anglický bulteriér, stafordšírský bulteriér, americký stafordširský teriér, americký pitbulteriér. Druhá skupina se rozhodla přešlechtit buldoka na společenského psa.
Do Francie se malí buldoci dostali s řemeslníky, kteří byli z Anglie vyhnání průmyslovou revolucí. Ve Francii se buldoci křížili s jinými plemeny. O tomto křížení však neexistují záznamy, proto není znám přesný původ tohoto plemene. Předpokládá se, že to mezi jinými byli domácí terrier-boulles, což byl přechod mezi anglickým buldokem a toy buldokem. Nejednalo se přímo o plemeno jako takové, protože v důsledku křížení s mopsy, teriéry a jinými míšenci byli psi označovaní jako terrier-boulles značně velikostně i exteriérově nejednotní. Podle jiné teorie neměli angličtí psi při vzniku francouzského buldoka téměř žádný vliv, tato teorie vychází z toho, že na území Francie byli psi dogovitého charakteru chováni již Kelty.

## Charakteristika

### Povaha
Má veselou, stabilní, nekomplikovanou povahu, k hraní ho není třeba dlouho pobízet a velmi rád se mazlí. Je velmi družný a společenský. Je vhodný i do rodiny s dětmi, se kterými si rozumí. I k důchodcům a méně aktivním lidem se hodí, pokud jsou však ochotní se o něj po zdravotní stránce postarat. Prakticky neštěká a je velmi klidný.

### Zdraví
Francouzský buldoček má sklon k obezitě, je třeba přesně dodržovat předepsané dávkování krmiva. Odchov štěňat není jednoduchý. Feny mívají těžké porody, výjimkou není císařský řez. (Francouzský buldoček má totiž úzkou pánev a velkou hlavu.) V letních měsících hrozí přehřátí organizmu. Psa rozhodně nelze nechat samotného v autě stojícím na slunci, nebo v horku přepínat jeho síly. Stejně špatně snáší i velmi nízké teploty. Nejčastějšími zdravotními problémy buldočků jsou onemocnění kůže. Při koupi štěněte je třeba se informovat o zdravotním stavu rodičů.

### Výchova a výcvik
Francouzský buldoček se obecně vychovává snadno, a to i přes určitou míru tvrdohlavosti, typickou pro všechna buldočí plemena. Výchova musí být láskyplná, citlivá, ale důsledná. Buldoček je velmi vynalézavý a svoje zájmy často prosazuje velmi originálně. Dokáže tak velmi dobře bavit přihlížející, jeho pán se tím však nesmí nechat ošálit a měl by dbát na dodržování pravidel. Buldoček, pokud je například neúnavně vyháněn ze zapovězeného křesla, zpravidla velmi rychle rezignuje. Pohodlí a život bez zbytečných problémů jsou pro tohoto psa dvě velmi důležité věci. Při výchově je třeba zavrhnout veškeré násilí. Necitlivě a tvrdě vedený buldoček ztratí důvěru v majitele, odtáhne se od něho, nebo se mu bude dokonce vyhýbat. Psa je potřeba motivovat a nadšeně chválit žádoucí chování. Jako trest často postačí změna intonace hlasu. Plácnutí novinami je již těžkým kárným prostředkem, kterým je třeba šetřit.

### Pohyb
Toto plemeno zaujme na první pohled svým unikátním zevnějškem, díky kterému si získalo velkou skupinu skalních příznivců i odpůrců. Francouzský buldoček má svalnaté tělo, které vyžaduje adekvátní fyzické vyžití v podobě procházek a formou hry. Pokud mu není dopřán dostatek pohybu, mívá sklony k obezitě. Nejedná se ovšem o primárně sportovní plemeno, časté kratší procházky a skotačení s hračkou pro buldočka představují optimální fyzické vyžití, ačkoliv někteří chovatelé buldočků se svými psy provozují i psí sporty typu coursingu a agility. Přesto se hodí i k méně pohybově aktivním a starším lidem. Je výborným společníkem pro děti.